# Xã Pleasant, Quận Jerauld, Nam Dakota
Xã Pleasant (tiếng Anh: Pleasant Township) là một xã thuộc quận Jerauld, tiểu bang Nam Dakota, Hoa Kỳ. Năm 2010, dân số của xã này là 60 người.